# Афанасово (Белгородская область)
Афанасово — село в Корочанском районе Белгородской области Российской Федерации. Административный центр Афанасовского сельского муниципального поселения.

## География
Село расположено в срединной части региона, в лесостепной зоне, на левом берегу реки Короча притока реки Нежеголи, впадающей в Северский Донец, по обеим сторонам региональной дороги «Шебекино — Короча» (идентификационный номер 14 ОП РЗ К-13).

### Уличная сеть
В селе восемь улиц: Берёзовая, Заречная, Костеркино, Ленинская, Нижняя, Новая, Родниковая, Центральная.

### Рельеф
Рельеф Афанасово определяется нахождением на южной окраине Среднерусской возвышенности. Абсолютная высота — 127 метров над уровнем моря. В окрестностях — холмистая местность, перепады высоты над уровнем моря — от 140 до 220 метров.

### Географическое положение
Расстояние от Афанасова до районного центра — города Корочи — 11 км, до областного центра — города Белгорода 65 км, до соседнего города областного значения — Шебекино — 40 км.

### Климат
Климат характеризуется как умеренно континентальный, с относительно мягкой зимой и тёплым продолжительным летом. Среднегодовая температура воздуха — 6 °C. Средняя температура воздуха самого холодного месяца (января) — −8,2 °C; самого тёплого месяца (июля) — 20,1 °C. Безморозный период длится 155 дней. Годовое количество атмосферных осадков составляет 452 мм, из которых 326 мм выпадает в период с апреля по октябрь. Снежный покров держится в течение 102 дней.

## История

### В Московском государстве
Точная дата основания деревни Афанасовой неизвестна. В исторических источниках XVII века впервые упоминается в 1637 году, как одного из селений Корочанского стана Белгородского уезда, — c 1558 по 1708 гг. в составе Белгородского разряда. Основатели деревни — служилые люди, переведённые на южное порубежье и «испомещённые землёй», причисленные впоследствии к сословию однодворцев, людей, имевших право личного землевладения; позднее, по закону от 24 ноября 1866 г., они были переведены особое сословие российского крестьянства — «государственные крестьяне».

### В Российской империи
Исторический документ 1719 года — «Перепись однодворцев, служилых людей солдатской, копейской и других служб, подьячих и гулящих людей г. Корочи, Верхнего и Нижнего стана Корочанского уезда», показывает деревню Афанасову одним из населённых пунктов Корочанского уезда, жители которой значились однодворцами.
По сведениям Статистического комитета на 1862 год значится: «Курской губернии, Корочанского уезда, IV-го стана, — Афанасово, деревня казённая, при реке Короче. Расстояние от уездного города — 8 вёрст, от становой квартиры — 14 вёрст; количество дворов — 52, жителей — 548 чел., из них — 274 муж. пола, 681 жен. пола».
По данным Белгородского областного архива, в 1866 году Афанасово входило в Нечаевскую волость Корочанского уезда. Число грамотных — 4 человека. Расстояние от селения до ближайшей школы — 10 км. 112 семей имели избы, 23 из них были крыты глиной. Из местных промыслов в особенности были распространены земледельческие — на заработки по найму в соседних экономиях у крестьян, как то: батрачество, поденщина, извоз (хлеб, горшки), работа на свекловичных плантациях.
В 1904 году началось строительство приходской школы, которую строили афанасовские крестьяне: Быканов Николай Михеевич со своим отцом Михеем Павловичем; открылась школа в 1905 году. Рядом со школой в 1913 году мастера из села Зимовного начали строительство церкви, у которой было три купола, крытые железом (над общим залом, колокольней, алтарём); кресты были отлиты из меди. Освящён храм был 17 сентября 1915 года во имя святителя Иоасафа.

### В СССР
В первые годы советской власти в селе был создан сход — сельский Совет и Комитет бедноты. После окончания гражданской войны председателем сельского совета стал Быканов Яков Гаврилович. В 1925 году организовалось Афанасовское сельпо, в состав которого вошли села: Афанасово, Сетное, Терновое, Нечаево, Ивица, Соколовка, Проходное. В колхоз «Рабоче-крестьянской Красной Армии» (РККА) вступило сначала 30 семей. Потом в селе организовался второй колхоз — «Новая жизнь». В этом же году район получил новый трактор — «Фордзон». Колхоз «РККА» получил свой первый трактор только в 1932 году.
В 1934 году в селе открылся свой медпункт. Председателем сельского Совета в это время была Быканова Дарья Ивановна. В 1936 году колхоз купил первую машину — «полуторку», а первым шофёром на ней работал Кобзев Сергей Петрович. В годы Великой Отечественной войны его забрали вместе с этой машиной на фронт.
30 июня 1942 года село заняли немецкие оккупанты. Из села ушло 330 человек, из которых 155 погибло на фронтах. Из гражданского населения села Афанасово 23 человека было угнано в Германию. После освобождения села председателем колхоза избран Савёлов Иван Максимович, под его руководством жители села начали восстанавливать разрушенное хозяйство; в 1949 году началось строительство сельского клуба. В 50-е годы колхозы объединились, единственным колхозом стал «Путь Ильича», а в 1954 году, при укрупнении, к нему присоединили два Нечаевских колхоза.
1 октября 1965 года в Афанасово открыли новое двухэтажное здание школы, куда в первом учебном году направилось 297 учащихся. В 1969 году колхоз «Путь Ильича» присоединили к колхозу «Имени XXI съезда КПСС» села Бехтеевка.
5 марта 1985 года колхоз «Путь Ильича» отделился от колхоза имени XXI съезда КПСС, членами колхоза стали жители четырёх сел: Сетное, Терновое, Афанасово, Нечаево. Председателем колхоза стал Закотенко Владимир Иванович.

### В Российской Федерации
В соответствии с Законом Белгородской области от 20.12.2004 № 159/Ст. 12, село Афанасово — административный центр Афанасовского сельского поселения, в границах которого находятся пос. Плодовоягодный, с. Нечаево, Сетное, Терновое и х. Никольский.

## Население
| 2002 | 2008 | 2010 |
| ---- | ---- | ---- |
| 548  | ↘519 | ↘506 |

## Известные уроженцы и жители

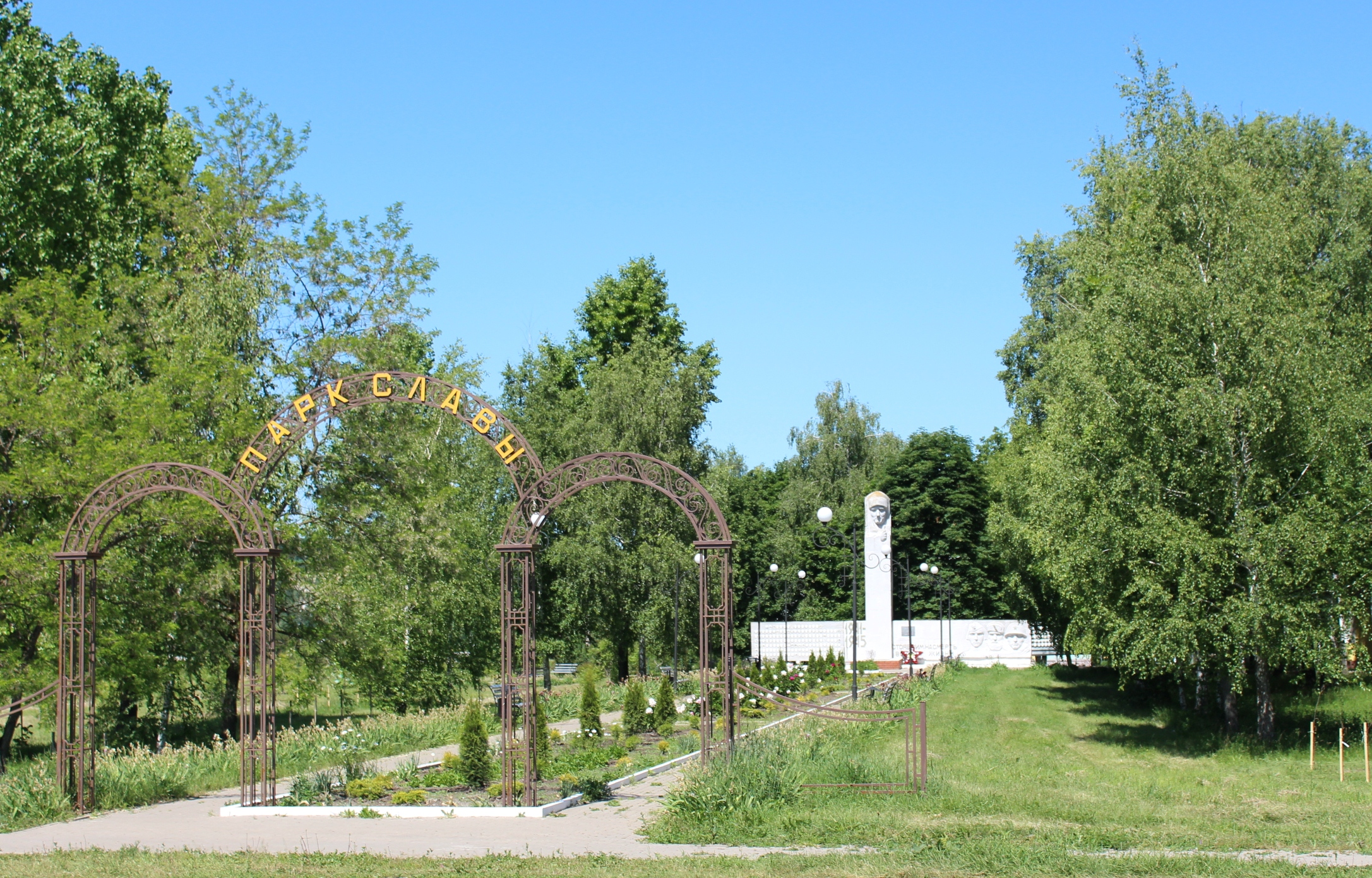
Памятный знак в честь односельчан, погибших в годы Великой Отечественной войны, в с. Афанасово

Жданов Иван Петрович (1959—1981) — военнослужащий Советской армии, воин-интернационалист, награждённый орденом Красной звезды (посмертно).

## Инфраструктура
В селе осуществляет свою деятельность орган местного самоуправления Афанасовского сельского поселения, Муниципальное бюджетное общеобразовательное учреждение «Афанасовская школа Корочанского района Белгородской области» (МБОУ "Афанасовская СОШ), Детский сад-ясли (на 30 мест), фельдшерско-медицинский пункт, отделение связи ФГУП Почта России, Отделение Сбербанка, три торговых предприятия (магазины).
С 2008 года в селе работает молочно-товарный комплекс на 1000 голов крупного рогатого скота. При поддержке государства продолжают развиваться 140 личных подсобных хозяйств, имеющих более 350 голов (отрасли: молочное животноводство), из которых 18 — участники программы «Семейные фермы Белогорья».

## Транспорт
Село доступно автотранспортом. Остановка общественного транспорта «Афанасово» на региональной автодороге 14К-13.